# Hideaki Anno
Hideaki Anno (jap. 庵野 秀明 Anno Hideaki; ur. 22 maja 1960 w Ube, Yamaguchi) – japoński reżyser. Jego najbardziej znaną pracą jest Neon Genesis Evangelion.

## Życiorys
Anno urodził się w Ube, prefekturze Yamaguchi w Japonii. Zaczynał jako animator japońskich anime takich jak Chōjikū Yōsai Macross oraz jako projektant pod Hayao Miyazakim w Nausicaä z Doliny Wiatru. Hideaki Anno został zatrudniony przez będące wtedy w rozsypce studio Gainax jako reżyser ich pierwszego długiego filmu Wings of Honneamise. Wtedy też stał się on głównym reżyserem studia Gainax zajmującym się takimi produkcjami jak Gunbuster i Fushigi no umi no Nadia. Po nakręceniu Nadii wpadł w depresję, która trwała cztery lata – podobno dlatego, że seria została mu przekazana od NHK jako przeróbka Laputa – podniebny zamek Hayao Miyazakiego; dlatego otrzymał bardzo małą kontrolę nad projektem.
Podczas swojego następnego projektu – Neon Genesis Evangelion – odrzucił tematykę stylu życia otaku. Fabuła nowego tytułu stała się bardziej mroczna, mimo że z początku historia miała być przeznaczona dla młodego pokolenia – Anno uważał bowiem, że ludzie powinni być wystawieni na realia prozy życia już od najmłodszych lat. Pod koniec tradycyjna narracja serii została opuszczona – dwa ostatnie epizody miały bowiem miejsce bezpośrednio w umyśle głównego bohatera.
Po zakończeniu serii Neon Genesis Evangelion, Anno otrzymał wiele listów i e-maili od fanów – zarówno tych z gratulacjami, jak i z krytyką. W niektórych można było nawet znaleźć groźby śmierci od fanów, którzy uważali, że Anno zrujnował ich ulubioną serię. W odpowiedzi reżyser rozpoczął więc nowy projekt, który zakładał stworzenie filmu z „poprawnym” zakończeniem serii. Tak oto w 1997 roku powstała kontrowersyjna animacja pt. End of Evangelion.
Później Anno reżyserował znaczącą porcję Kareshi kanojo no jijō – pierwszy tytuł Gainaxu zaadaptowany z wcześniej napisanego materiału – dopóki dysputy pomiędzy sponsorami i twócami oryginalnej mangi nie zakończyły się jego odejściem i pozostawieniem przedstawienia w rękach swojego protegowanego Kazuya Tsurumaki.
Od tej pory Anno pracował razem z Hayao Miyazakim i Studiem Ghibli nad wieloma krótkimi filmami animowanymi, które są wyświetlane w Muzeum Ghibli.
Anno reżyserował także filmy z prawdziwymi aktorami – jego pierwsze dzieło to Love & Pop (1998), film w stylu cinéma-vérité o zjawisku enjo kōsai („randek za pieniądze”) w Japonii. Większość scen została nakręcona miniaturową cyfrową kamerą ze stale zmieniającą się proporcją obrazu. Jego drugim filmem live-action był Shiki-Jitsu („Rytualny” lub „Ceremonialny Dzień”), nakręcony już w bardziej tradycyjnej proporcji obrazu 2.35:1. Film opowiada o byłym reżyserze zajmującym się filmami animowanymi (zagranym przez reżysera Shunji Iwai), który zakochuje się w kobiecie, której nie widział w rzeczywistości. Tak jak Love & Pop, film ten także był eksperymentem, lecz posiada o wiele więcej ogłady nie idąc w kierunku stylu cinéma-vérité.
Trzecim filmem z aktorami, wyprodukowanym przez Anno latem 2004, była adaptacja komiksu Cutie Honey. Opowieść o zupełnie fantastycznym i niepoważnym bohaterze to zupełny kontrast w stosunku do jego wcześniejszych, bardziej realistycznych prac. Później, w 2004 roku Anno nadzorował, lecz nie reżyserował, trzyczęściową serię OAV pod tytułem Re: Cutie Honey. Reżyserami tej ostatniej byli Hiroyuki Imaishi, Takamichi Ito i Masayuki.

## Prace
- Wings of Honneamise
- Gunbuster
- Fushigi no umi no Nadia
- Neon Genesis Evangelion
- End of Evangelion
- Kareshi kanojo no jijō
- Love & Pop
- Shiki-Jitsu